# Сизова, Алла Ивановна
Алла Ивановна Сизова (1939—2014) — советская российская балерина, балетный педагог. Народная артистка СССР (1983).

## Биография
Родилась 22 сентября 1939 года в Москве.
В 1947-1950 гг училась в школе №81 г. Ленинграда. В 1950-м поступила в Хореографической училище. Её первым партнёром был Рудольф Нуреев (в небольшой книжке воспоминаний Нуреева есть и её фотография).
В 1958 году окончила Ленинградское хореографическое училище (ныне Академия русского балета имени А. Я. Вагановой) (педагог Н. А. Камкова).
В 1958—1988 годах — в Театре оперы и балета имени С. М. Кирова (ныне Мариинский театр). Дебютировала на сцене в партии Повелительницы дриад балета «Дон Кихот» Л. Ф. Минкуса. Из-за тяжелой болезни покидала сцену на несколько лет, но вернулась и выступала в главных партиях до середины 1980-х годов.
Была партнёршей Р. Х. Нуреева, Ю. В. Соловьёва, С. В. Викулова, М. Н. Барышникова, Б. В. Бланкова.
Гастролировала с театром за рубежом (Америка и Англия в 1961 году).
С 1988 года преподавала в Ленинградском хореографическом училище.
С 1990 года работала в США.
Последние годы проживала в Санкт-Петербурге. Скончалась 23 ноября (по другим источникам — 24 ноября) 2014 года. Похоронена на Серафимовском кладбище.

## Награды и звания
- 1-я премия конкурса артистов балета Всемирного фестиваля молодежи и студентов (Вена, 1959)
- Заслуженная артистка РСФСР (1966)
- Народная артистка РСФСР (1972)
- Народная артистка СССР (1983)
- Премия им. Анны Павловой Парижской академии танца (1964) — за исполнение партии принцессы Авроры в фильме-балете «Спящая красавица»

## Балетные партии
- 1958 — Pas-de-deux из балета «Корсар» А. Адана, Л. Делиба, Р. Дриго, Ц. Пуни, П. Г. Ольденбургского
- 1961 — «Ленинградская симфония» Д. Д. Шостаковича ― Девушка (первая исполнительница)
- 1970 — «Гамлет» Н. П. Червинского ― Офелия (первая исполнительница)
- 1972 — «Зачарованный принц» Б. Бриттена — принцесса Роза (первая исполнительница)
- 1976 — Па-де-де из балета «Праздник цветов в Дженцано» Э. Хельстеда и Х. С. Паулли ― Солистка
- «Щелкунчик» П. И. Чайковского — Маша
- «Спящая красавица» П. И. Чайковского — Аврора, принцесса Флорина, фея Нежности
- «Жизель» А. Адана — Жизель, Мирта
- «Шопениана» на музыку Ф. Шопена ― Сильфида
- «Медный всадник» Р. М. Глиэра ― Параша
- «Ромео и Джульетта» С. С. Прокофьева ― Джульетта
- «Дон Кихот» Л. Ф. Минкуса — Повелительница дриад, Китри
- «Золушка» С. С. Прокофьева ― Золушка
- «Фея Рондских гор» Э. Грига ― Фея
- «Каменный цветок» С. С. Прокофьева ― Катерина
- «Бахчисарайский фонтан» Б. В. Асафьева ― Мария
- «Спартак» А. И. Хачатуряна ― Менада
- «Хореографические миниатюры» (мииатюра «Снегурочка» на музыку С. С. Прокофьева)
- «Жар-птица» И. Ф. Стравинского ― Жар-птица
- «Конёк-Горбунок» Ц. Пуни ― Царица вод
- Па-де-сис из балета «Маркитантка» Ц. Пуни ― Солистка
- Па-де-труа из балета «Лебединое озеро» П. И. Чайковского — подруга Принца
- «Па-де-катр» на музыку Ц. Пуни — Фанни Черрито
- «Полётный вальс» на музыку Д. Д. Шостаковича

## Фильмография
- 1964 — «Спящая красавица» (фильм-балет) — Аврора
- 1982 — «Свидание с Терпсихорой» (фильм-концерт)
- 1987 — «Балет от первого лица» (документальный)
- «Душой исполненный полёт» (телефильм)